# Berrueces
Berrueces de Campos là một đô thị trong tỉnh Valladolid, Castile và León, Tây Ban Nha. Dân số 109 người.